# Obusier-canon de 152 mm M1937 (ML-20)
 (juillet 2025).
Si vous disposez d'ouvrages ou d'articles de référence ou si vous connaissez des sites web de qualité traitant du thème abordé ici, merci de compléter l'article en donnant les références utiles à sa vérifiabilité et en les liant à la section « Notes et références ».
L'Obusier-canon M1937 de 152 mm (ML-20) (russe : 152-мм гаубица-пушка обр. 1937 г. (МЛ-20)), est un canon lourd russe conçu durant la Seconde Guerre mondiale,. Cette pièce d'artillerie fut développée par le bureau technique de l'Usine no 172 de Perm, dirigé par Fyodor Petrov. Il s'agit d'une évolution du canon de calibre 152mm M1910/34, lui-même basé sur le canon de siège M1910 de 152mm construit par Schneider avant la Première Guerre mondiale. Le ML-20 était utilisé comme canon divisionnaire au sein de l'Armée soviétique. De nombreux exemplaires saisis sur le front Est et durant la Guerre d'Hiver, furent réutilisés par la Wehrmacht et l'armée finlandaise. Après la Seconde Guerre mondiale, le ML-20 prend encore part à de nombreux conflits de la dernière moitié du vingtième siècle.

## Conception technique
La grande particularité du ML-20 était sa double nature : il était officiellement désigné comme un canon obusier, c'est-à-dire une pièce d'artillerie combinant les deux caractéristiques et était alimenté par des munitions semi-encartouchées, pouvant utiliser treize charges différentes (pour faire varier la distance de tir et la vitesse nominale des projectiles). En tant qu'obusier, le ML-20 avait donc une élévation de tir possible supérieure à 45° (précisément 65°) permettant les tirs indirects avec une faible vitesse initiale, mais comme un canon, son fût d'une longueur supérieure à 20 calibres permettait des tirs tendus à haute vitesse initiale.   
Pour être utilisé dans les deux rôles, le ML-20 était pourvu d'organes de visées spécifiques. Un viseur télescopique permettait de régler les tirs tendus et pour les tirs indirects, un viseur panoramique couplé à un calculateur analogique météobalistique avait été spécialement développé. Ce système était constitué d'une règle de calcul spécialisée et d'une table de tir normée, pour les calculs balistiques et les correctifs météorologiques.
Le fût du canon pouvait être fretté ou monobloc. Certaines sources indiquent que le canon pouvait être aussi de type autofretté. Pour amortir le recul des tirs, un grand frein de bouche était monté ainsi qu'un frein et un récupérateur hydropneumatique. La culasse à filetage interrompu éjectait automatiquement la douille lors de son ouverture. Une « griffe » retenait le projectile lors des tirs à angle élevé. La mise à feu était faite à l'aide d'un cordon de tir.